# Moritzplatz (Augsburg)

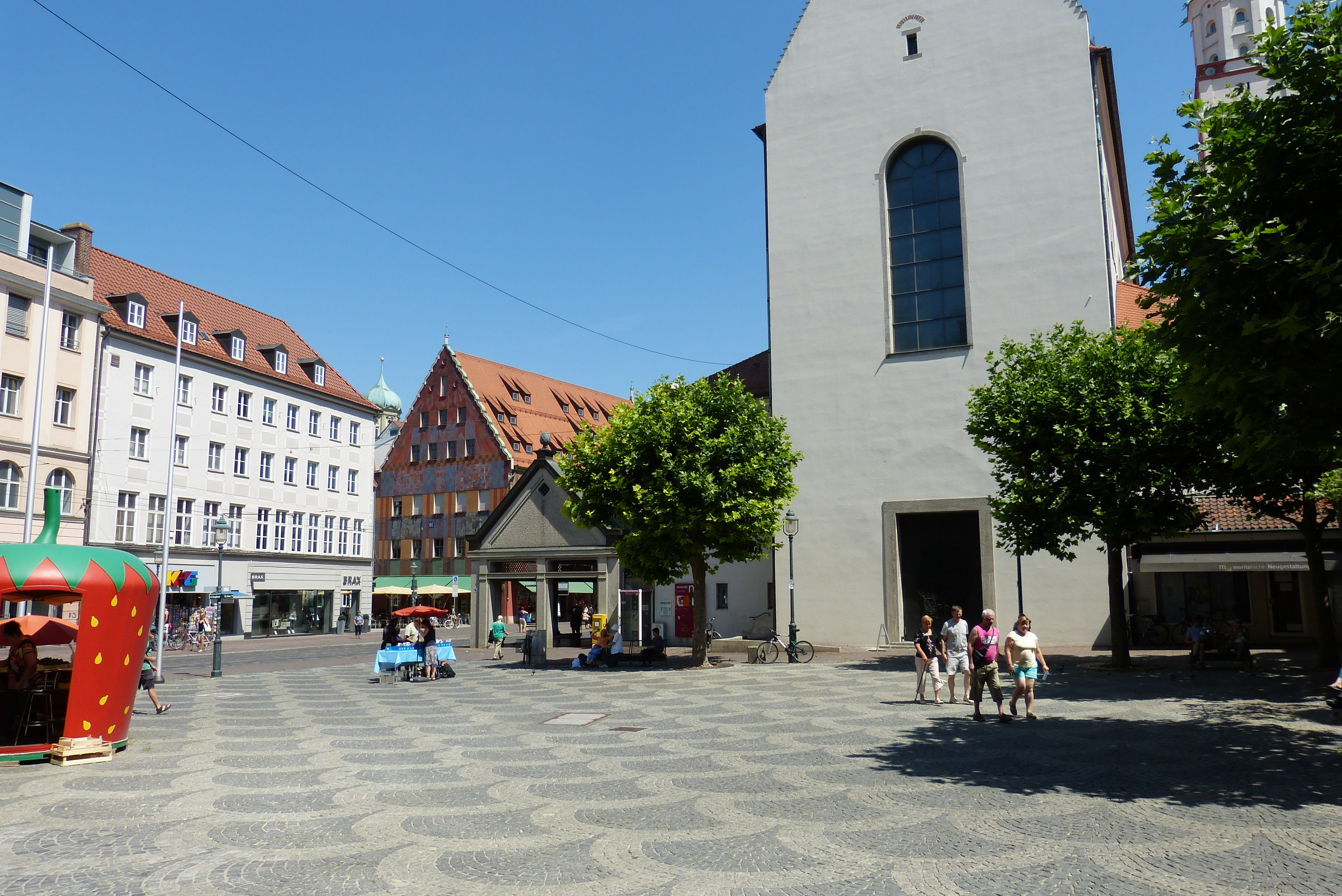
Der Moritzplatz westlich der Moritzkirche

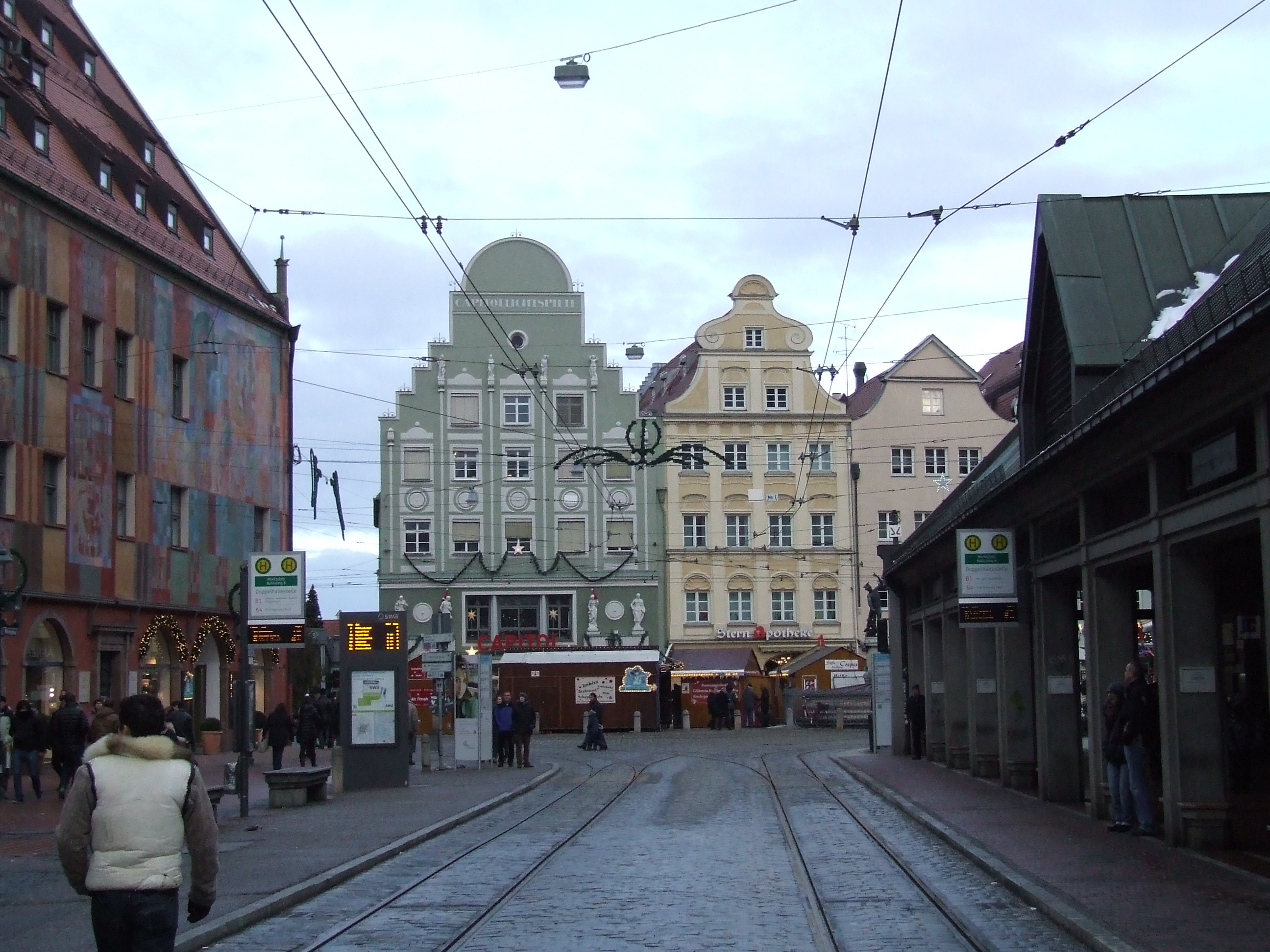
Der nördliche Teil des Moritzplatzes (links das Weberhaus, rechts die Schranne, hinten das Capitol und die Stern-Apotheke)

Der Moritzplatz (ursprünglich St. Moritzplatz) ist ein Platz in der Innenstadt von Augsburg und zugleich ein Umsteigepunkt im öffentlichen Personennahverkehr der Stadt. Sein Namensgeber ist die angrenzende katholische Stadtpfarrkirche St. Moritz.

## Geografische Lage
Der Moritzplatz besteht aus dem etwa quadratischen Platz westlich der Moritzkirche, vor deren Eingangsportal, sowie auch aus dem länglichen, von Straßenbahnen befahrenen Platz an der Nordseite der Kirche. Dieser erscheint zwar wie das Ostende der Bürgermeister-Fischer-Straße, er zählt aber nominal mit zum Moritzplatz. 
Die Bürgermeister-Fischer-Straße, die vom Moritzplatz zum westlich gelegenen Königsplatz führt, wurde erst 1906 durchgebrochen. Das an der Ecke Moritzplatz/Maximilianstraße gelegene Weberhaus wurde nach seiner Zerstörung im Krieg 1959 in ähnlicher Form wiederaufgebaut. Daneben befindet sich der Eingang in die Philippine-Welser-Straße. Der Bereich um den Merkurbrunnen nordöstlich der Kirche gehört nicht zum Moritzplatz, sondern ist Teil der Maximilianstraße. Im Süden schließt sich an den Moritzplatz direkt der Zeugplatz an.

## Gebäude am Moritzplatz

### Katholische Stadtpfarrkirche St. Moritz
Die ehemalige Chorherrenstiftskirche geht auf eine Klostergründung des Bischofs Bruno von Augsburg im Jahre 1020 zurück und ist dem Heiligen Mauritius geweiht. Das heutige Bauwerk stammt im Kern aus dem Jahr 1314 und wurde in den Jahren 1714/1715 dem Baustil des Barock angepasst. Bei dem britischen Bombenangriff auf Augsburg im Februar 1944 wurde die Moritzkirche schwer getroffen und zwischen 1946 und 1950 nur in einfacherer Form wiederaufgebaut.
Die Kirche liegt inmitten der Augsburger Fußgängerzone.

### Weberhaus

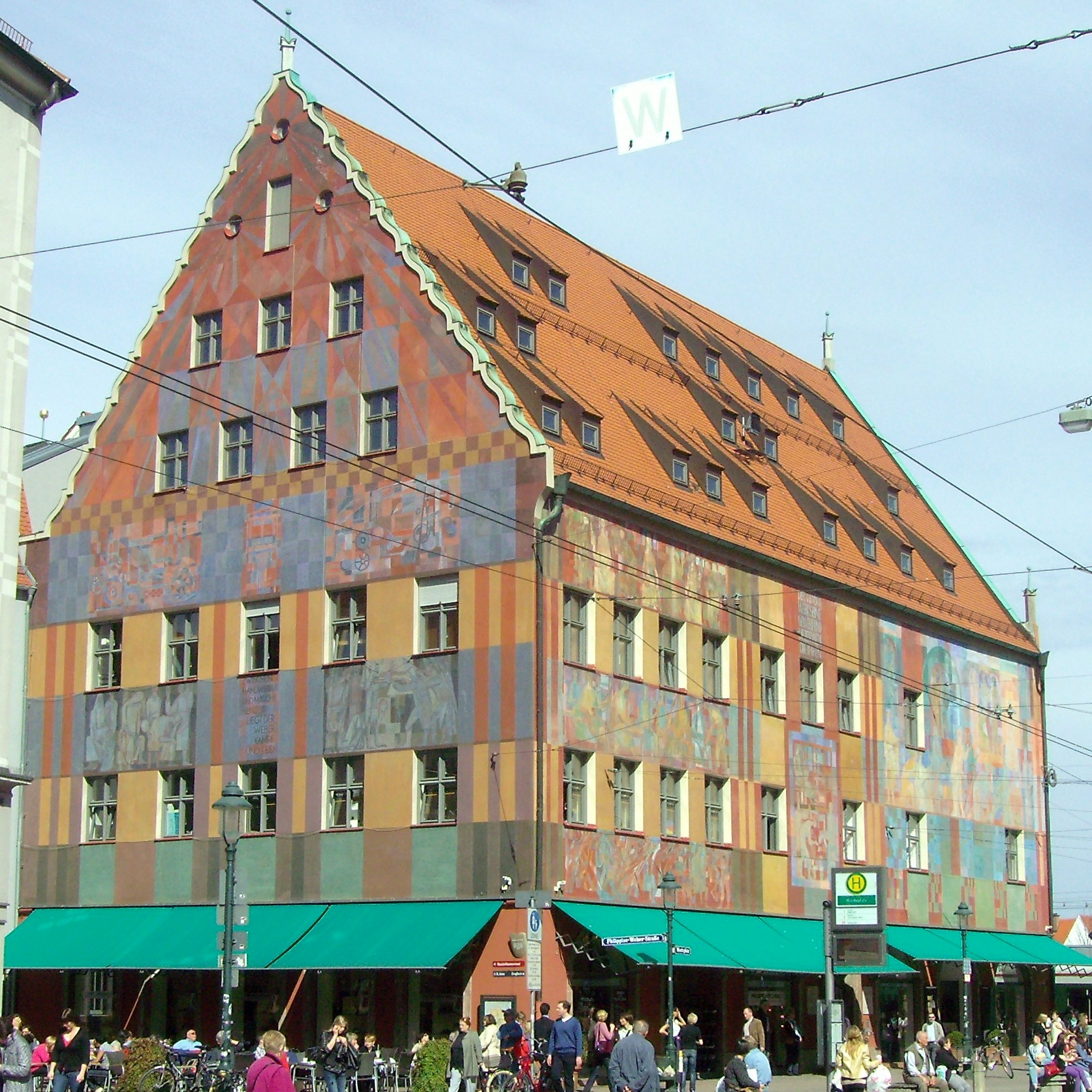
Das Weberhaus am Moritzplatz

Das ehemalige Zunfthaus der Augsburger Weber fällt besonders durch seine Fassadenbemalung auf. Im Jahre 1389 wurde es von der Weberzunft für 700 Gulden gekauft und ging nach der allgemeinen Aufhebung der Zünfte in Augsburg im Jahr 1548 in das Eigentum der Reichsstadt über. Diese beauftragte den Stadtmaler Johann Matthias Kager 1605 mit der Freskierung der Außenwände. Im Jahr 1607 schloss dieser die Arbeiten ab.
Anfang 1913 wurde das ursprüngliche Weberhaus zugunsten einer neuen Straßenführung der Bürgermeister-Fischer-Straße abgerissen und durch einen Neubau nach historischem Vorbild ersetzt. Nachdem im Jahr 1936 noch eine Neubemalung des Gebäudes durch Josef Hengge und Otto Michael Schmitt erfolgt war, wurde das Weberhaus bei der Bombardierung Augsburgs im Februar 1944 zerstört. Erst 1958 wurde es originalgetreu wiedererrichtet. Otto Michael Schmitt brachte zwischen 1959 und 1961 erneut Fresken an.
Nach einem Dachstuhlbrand im Juni 2004 wurde das Augsburger Weberhaus saniert, wobei auch die Bemalung der Fassade dank vieler Sponsoren wieder hergestellt werden konnte.

### Schranne
An der Nordseite der Moritzkirche gelegen, beherbergt die Schranne eine Vielzahl kleiner Ladengeschäfte und dient zugleich als Unterstand für die Straßenbahn- und Bushaltestelle Moritzplatz.
Das Gebäude in Stahlbeton-Ausführung wurde zwischen 1979 und 1980 errichtet und orientiert sich optisch an einer alten Kornschranne, die sich bis zu ihrem Abbruch 1906 an gleicher Stelle befand.

## Der Moritzplatz heute
Der Moritzplatz liegt heute inmitten der Augsburger Fußgängerzone und ist nicht zuletzt deswegen auch eine der meistfrequentierten Haltestellen im öffentlichen Personennahverkehr der Stadt. Aufgrund seiner zentralen Lage ist er ein bevorzugter Ort für kleinere Freiluftveranstaltungen und dient immer wieder Vereinen und politischen Parteien zum Aufstellen ihrer Informationsstände.
Die einst zahlreichen einheimischen Einzelhändler rund um den Moritzplatz sind seit einigen Jahren der Konkurrenz von Handelsketten ausgesetzt, die manche alteingesessene Geschäfte bereits ersetzt hat.
Von der Südseite des Platzes aus gelangt man in den kirchlichen Moritzsaal, der für verschiedene Veranstaltungen genutzt wird. Zum Merkurbrunnen hin befinden sich Freiluftcafés und -gaststätten.
Am 9. Dezember 2021 zog das Klimacamp Augsburg vorübergehend auf den Moritzplatz, da der vorherige Platz am Fischmarkt, aufgrund der Gefahr durch herabfallende Steine am Perlachturm, aufgegeben werden musste. Am 12. Mai 2022 ist das Klimacamp wieder zum Fischmarkt zurückgekehrt.